# Национальный театр Мангейма
Национальный театр Мангейма (нем. Nationaltheater Mannheim, сокр. NTM) — немецкий оперный театр в Мангейме, основанный в 1779 году.
Является одним из старейших театров Германии. В настоящее время представляет собой мультитеатральный комплекс из четырёх культурных учреждений: музыкальный театр, театр драмы, театр танца и молодёжный театр.

## История и деятельность

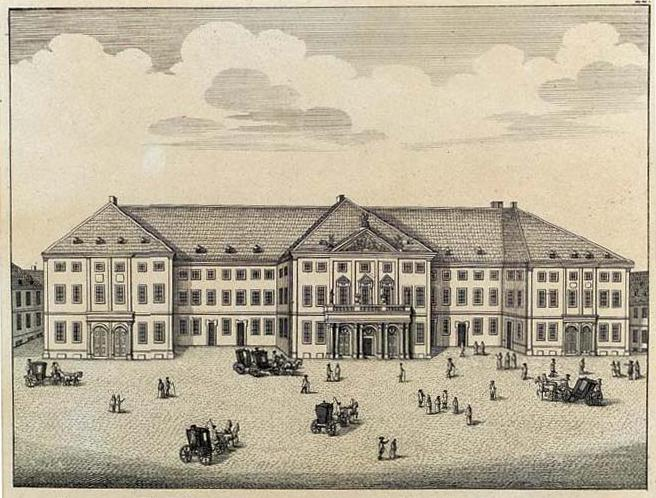
Здание театра на гравюре 1782 года

Первое здание Национального театра было построено в Мангейме по предложению курфюрста Карла Теодора, который под руководством строителя Лоренцо Куальо, который переоборудовал здания старого склада в трехэтажный театр. Куальо расширил фасад нового здания без особых украшений, сохранив на фронтоне барельеф с изображением Аполлона и девяти муз работы придворного скульптора Иоганна Маттеуса ван ден Брандена.
Весной 1777 года труппа театра начала работать при первом «Deutschen Nationalschaubühne», и его первым директором стал Теобальд Маршан (Theobald Hilarius Marchand), отец немецкой певицы Марии Маршан. В следующем году Вольфгангу Хериберту фон Дальбергу было поручено руководство Национальным театром. Одновременно с открытием мангеймской сцены Карл Теодор распустил свою предыдущую иностранную придворную театральную группу. Сам Абель Зейлер был назначен директором мангеймского театра и взял на себя художественное руководство. Дебют труппы состоялся 17 октября 1779 года с произведением «Geschwind eh’ es jemand sieht».
13 января 1782 года в присутствии Фридриха Шиллера состоялась премьера его драмы «Разбойники». После смены нескольких руководителей театра, в результате чего снизилась его посещаемость, с 1816 года должность художественного руководителя была временно вакантной. В результате спора о финансировании театра между городом Мангеймом и государством, министерским указом от 16 апреля 1839 года ответственность за театр была передана городу, тем самым сделав его первым муниципальным театром в Германии. Последующий подъём Мангеймского театра во многом произошел благодаря художнику-декоратору Йозефу Мюльдорферу (Joseph Mühldorfer, 1800—1863), декорации и оформление которого нашли международное признание. В период с 1853 по 1855 год Мюльдорфер полностью переделал театральные сцену и зал, а само здание расширил на один этаж.
Музыкальные представления второй половины XIX века в театре Мангейма были созданы дирижёром Винзенцем Лахнером, который исполнял не только традиционные классические произведения, но и современные. Национальный театр Мангейма пережил значительный подъём с 1906 года под руководством художественного руководителя Карла Хагеманна и вернулся в число ведущих немецких театров, в том числе с постановкой новых экспрессионистских произведений. Под руководством Франческо Сиоли (1924—1927 годы) произошло обновление и усиление труппы новым поколением артистов.

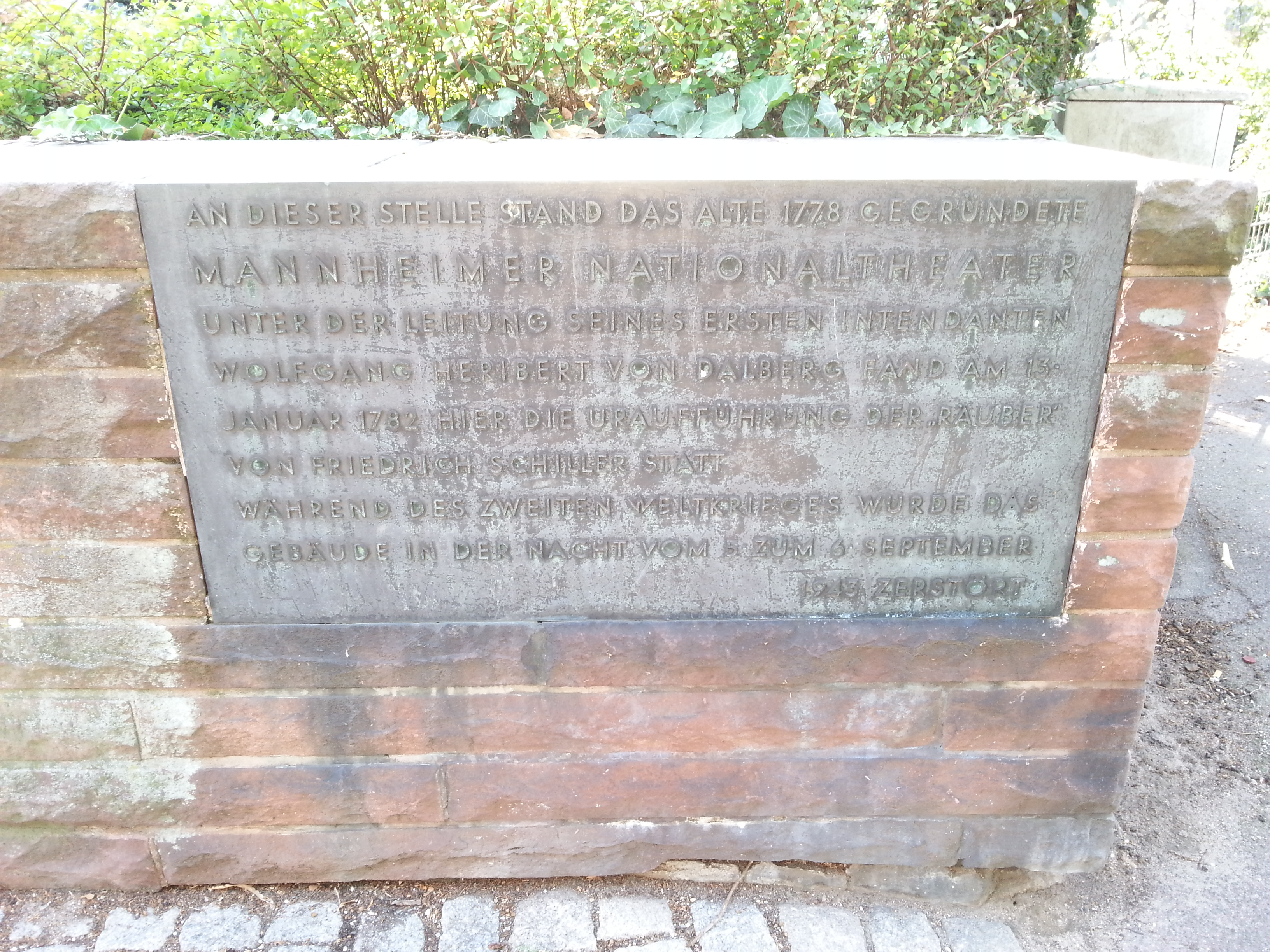
Памятный знак на месте старого здания театра

В период Второй мировой войны Национальный театр Мангейма продолжал работу, когда 5 сентября 1943 года во время представления «Вольного стрелка» Мангейм подвергся бомбардировке военно-воздушными силами союзников. В результате были разрушена бо́льшая часть города, в том числе и Национальный театр. Теперь на этом месте находится памятная стела.
После войны театр временно переехали находился в историческом центре Мангейма Quadratestadt. В 1953 году был проведен архитектурный конкурс нового театра, в котором приняли участие несколько известных архитекторов. В итоге были рассмотрены проекты Отто Швейцера и Герхарда Вебера, и был выбран вариант второго архитектора. В течение 1955—1957 годов велось сооружение театра, который в итоге получил два зала: большой оперный на 1200 мест и малый драматический на 630 мест, имеющих общее фойе. 13 января 1957 года состоялось торжественное открытие нового Национального театра Мангейма постановками «Вольного стрелка» в большом зале и «Разбойников» в малом.

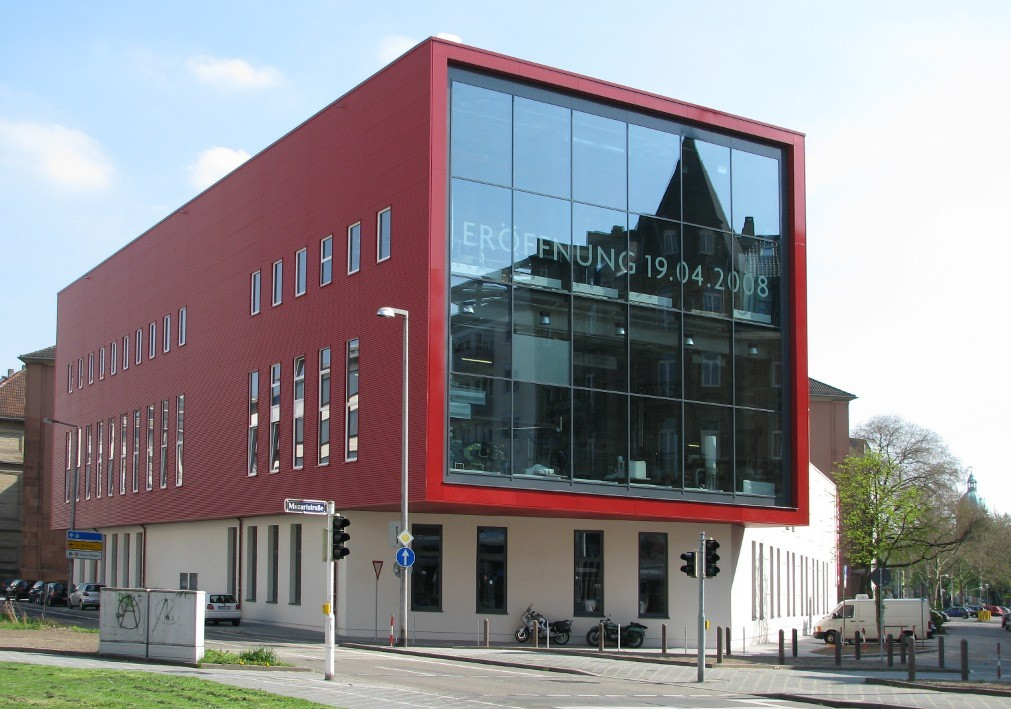
Здание Werkhaus

В 1972 году в качестве дополнительной площадки была добавлена студийная сцена с актёрскими мастерскими в здании Werkhaus, которое было реконструировано в 2008 году.
В 1992—1994 годах была проведена обширная техническая реконструкции здания театра. В настоящее время здание Национального театра Мангейма является памятником культуры в соответствии с Законом об охране памятников земли Баден-Вюртемберг.